# Mingxing
Mingxing (chinois : 明星影片公司 ; pinyin : Míngxīng yǐngpiān gōngsī ; litt. « Société cinématographique Vedette »), est une importante société de production cinématographique chinoise active à Shanghai et Hong Kong de 1922 à 1937.

## Historique
Fondé en partie par Zhang Shichuan, la société cinématographique Mingxing a définitivement cessé ses activités lors de l'invasion japonaise de la Chine en 1937 et la destruction de ses studios par les bombardements japonais.